# Voodoo People/Out of Space
Voodoo People/Out of Space è un singolo del gruppo musicale britannico The Prodigy, pubblicato il 3 ottobre 2005 come unico estratto dalla raccolta Their Law: The Singles 1990-2005.

## Tracce
CD singolo (Regno Unito)
1. Out of Space (Audio Bullys Remix) – 4:56
2. Voodoo People (Pendulum Remix) – 5:05

CD maxi-singolo (Regno Unito)
1. Voodoo People (Pendulum Radio Edit) – 3:16
2. Voodoo People (Wonder Remix) – 4:56
3. Smack My Bitch Up (Sub Focus Remix) – 5:33
4. Out of Space (Audio Bullys Radio Edit) – 3:38
5. Out of Space (Audio Bullys Remix) – 4:56

12" – parte 1 (Regno Unito)
- Lato A

1. Voodoo People (Pendulum Remix) – 5:05

- Lato B

1. Smack My Bitch Up (Sub Focus Remix) – 5:33
2. Out of Space – 4:57

12" – parte 2 (Regno Unito)
- Lato A

1. Out of Space (Audio Bullys Remix) – 4:56
2. Voodoo People (Wonder Remix) – 5:36

Download digitale
1. Voodoo People (Pendulum Remix) – 5:05
2. Out of Space (Audio Bullys Remix) – 4:56